# الإسلام في الولايات المتحدة

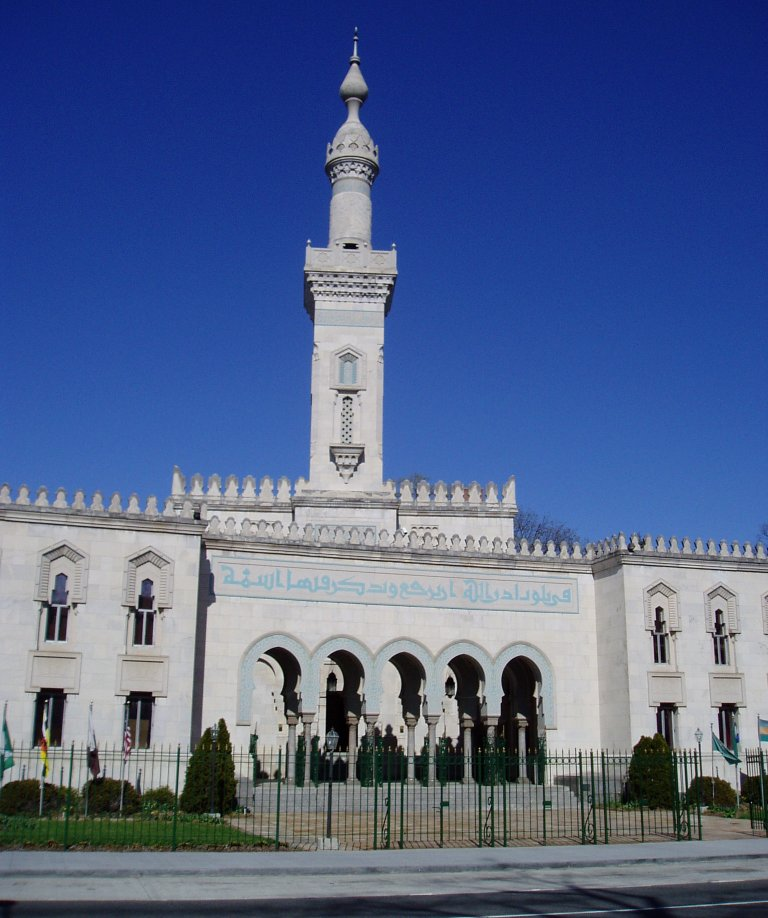
افتتح المركز الإسلامي في واشنطن في واشنطن العاصمة في عام 1957.

الإسلام هو ثالث أكبر ديانة في الولايات المتحدة بعد المسيحية واليهودية. وفقا لدراسة أجريت في عام 2010، يعتنق الإسلام 0.9% من السكان، مقارنة مع 70.6% يتبعون المسيحية، 22.8% غير منتسبين لأي دين، ونسبة 1.9% يعتنقون اليهودية، 0.7% البوذية، و0.7% الهندوسية. تشير دراسة سنة 2017 إلى أن 3.45 مليون مسلم يعيشون في الولايات المتحدة، ويمثلون حوالي 1.1% من مجموع سكان الولايات المتحدة.
المسلمون الأمريكيون يأتون من مختلف الخلفيات، وفقا لاستطلاع غالوب سنة 2009، الإسلام هو واحد من أكثر المجموعات الدينية تنوعا عرقيا في الولايات المتحدة. وفقا لدراسة سنة 2017 أجريت من قبل معهد السياسة الاجتماعية، «الأمريكيون المسلمون هم المجتمع الديني الوحيد الذي شمله الاستطلاع ولا يحتوي على أي أغلبية عرقية: بحوالي 25% من السود، 24% بيض، 18% آسيويون، 18% عرب، 7% عرق مختلط، 5% من أصل إسباني». مثل غيرهم من المجتمعات الدينية الأمريكية التي شملتها الدراسة، «ما يقرب من تسعة من بين كل عشرة من المسلمين الأمريكيين يعرفون نفسهم كـ» أسوياء جنسيا«مع تحديد البقية لأنفسهم إما مخنثين أو» شيء آخر«، أو رفضوا الإجابة.»
بالإضافة إلى ذلك، 50% من المسلمين ولدوا في الولايات المتحدة في حين أن 50% هم من المولودين بالخارج، 86% من المسلمين الأمريكيين هم من المواطنين الأمريكيين. المسلمون المولودون في الولايات المتحدة هم بنسبة كبيرة من الأميركيين الأفارقة الذين يشكلون نحو ربع إجمالي السكان المسلمين. العديد من هؤلاء قد اعتنق الإسلام خلال السنوات السبعين الماضية. اعتناق الإسلام في المدن الكبيرة قد ساهم أيضا في نموه على مر السنين فضلا عن تأثيره على ثقافة السود، وموسيقى الهيب هوب.
في حين كان يقدر بأنه بين 10 إلى 30 في المئة من العبيد الذين جلبوا إلى أمريكا الاستعمارية من أفريقيا كانوا من المسلمين، تم قمع الإسلام بصرامة في المزارع. قبل أواخر القرن 19، كان المسلمون غير المستعبدين الأكثر توثيقا في أمريكا الشمالية هم من التجار المسافرين والبحارة.
من 1880 إلى عام 1914، هاجر عدة آلاف من المسلمين إلى الولايات المتحدة من أقاليم الإمبراطورية العثمانية السابقة وسلطنة مغول الهند السابقة. ازداد عدد السكان المسلمين في الولايات المتحدة بشكل كبير في القرن 20، مع كون الكثير من النمو مدفوعا بارتفاع معدل المواليد نسبيا والجاليات المهاجرة من الأصول الجنوب آسيوية والعربية. حوالي 72% من المسلمين الأمريكيين هم من المهاجرين أو «الجيل الثاني».
في عام 2005، أصبح عدد أكبر من الناس من البلدان ذات الأغلبية المسلمة من المقيمين الدائمين قانونيا في الولايات المتحدة—ما يقرب من 96,000 شخص— عما كان هناك في أي سنة أخرى في العقدين الماضيين. في عام 2009 أكثر من 115,000 من المسلمين أصبحوا سكانا قانونيين في الولايات المتحدة.

## التركيبة السكانية

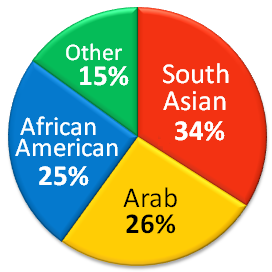
حسب وزارة الخارجية الأمريكية (2009)، أكبر الجماعات العرقية بين المسلمين الأمريكيين هم ممن لهم أصول من جنوب آسيا والعرب والسكان المنحدرين من أصل أفريقي.

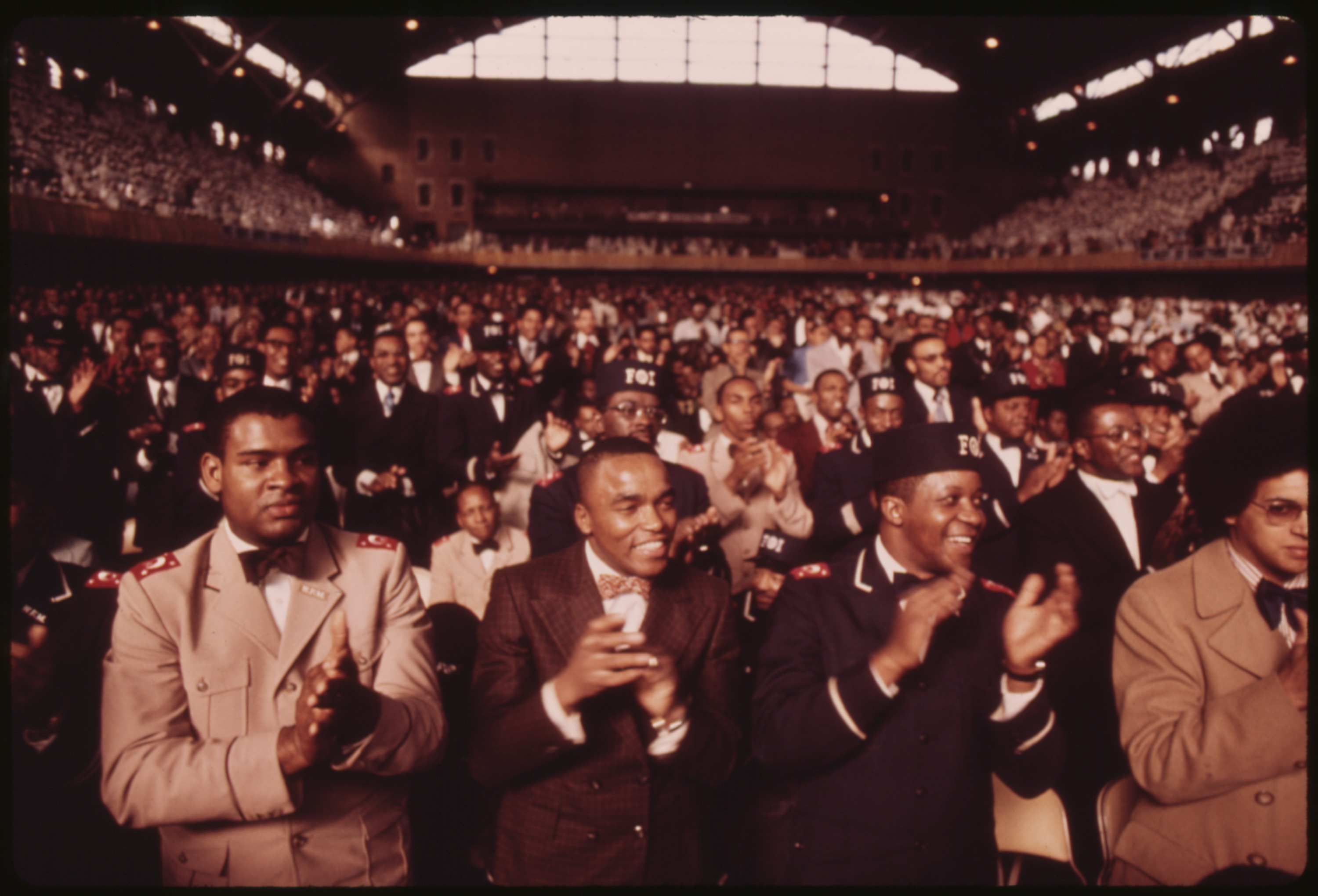
حشد من السود المسلمين يصفق خلال خطاب إليجا محمد السنوي في شيكاغو في عام 1974

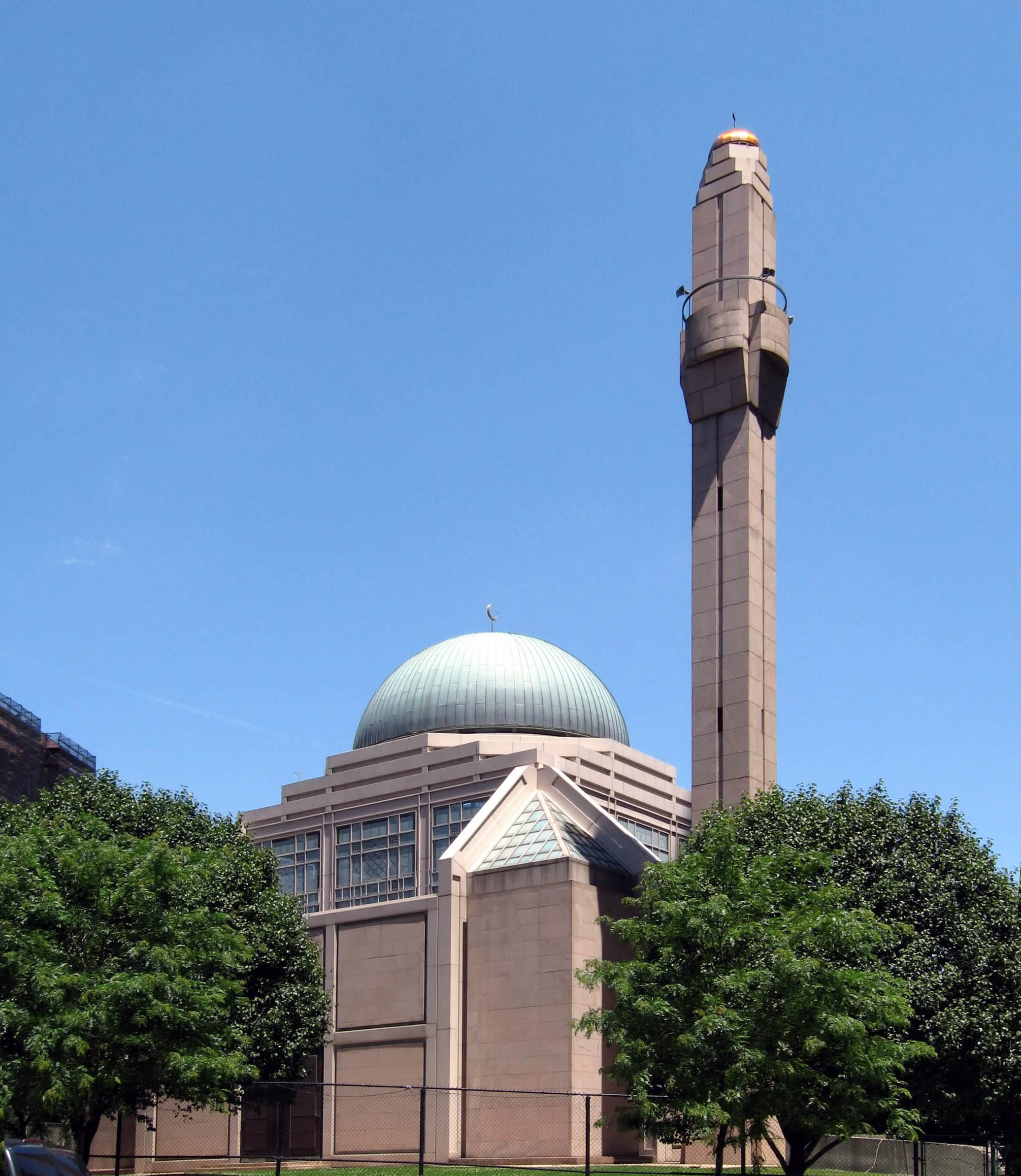
المركز الثقافي الإسلامي في نيويورك في مانهاتن بمدينة نيويورك.

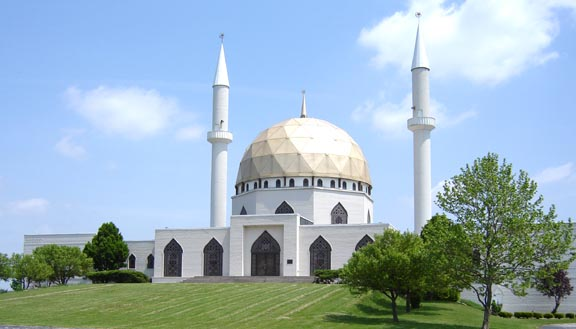
المركز الإسلامي في توليدو، أوهايو.

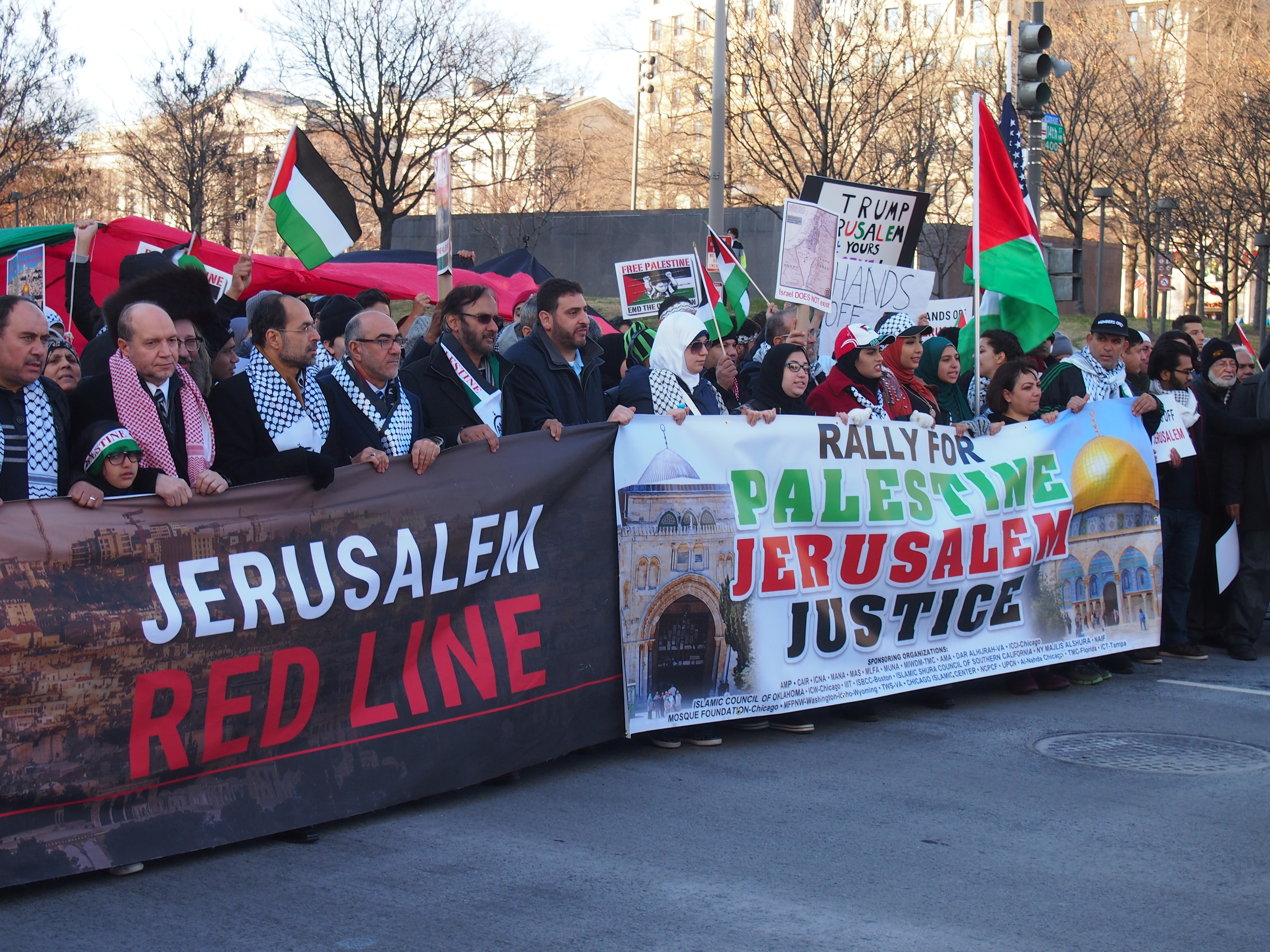
احتجاج على اعتراف الولايات المتحدة بالقدس عاصمة لإسرائيل في واشنطن 11 كانون الأول / ديسمبر 2017.

مكتب تعداد الولايات المتحدة لا يجمع البيانات عن الهوية الدينية. تتفاوت تقديرات بعض المؤسسات والمنظمات حول عدد المسلمين الذين يعيشون في الولايات المتحدة. توم دبليو سميث، مؤلف كتاب «تقدير السكان المسلمين في الولايات المتحدة» قال أن من بين عشرين تقدير استعرضه خلال فترة خمس سنوات حتى عام 2001، لم يكن أيا منهم «على أساس علمي أو منهجية سليمة». كل منها يمكن أن توصف بأنها تخمينات أو تأكيدات. في عام 2005، أصبح عدد أكبر من الناس من البلدان ذات الأغلبية المسلمة من المقيمين الدائمين قانونيا في الولايات المتحدة—ما يقرب من 96,000 شخص— عما كان هناك في أي سنة أخرى في العقدين الماضيين. في عام 2009 أكثر من 115,000 من المسلمين أصبحوا سكانا قانونيين في الولايات المتحدة.
وفقا لـ CAIR، لا يوجد إحصاء علمي لعدد المسلمين في الولايات المتحدة، ومع ذلك فإن التقديرات الأكبر غالبا ستكون دقيقة. بعض الصحفيين زعموا أن الأرقام الكبيرة مبالغ فيها لأغراض سياسية.
وفقا لتقديرات مركز بيو في عام 2017، هناك 3.45 مليون مسلم، ويمثلون حوالي 1.1% من مجموع سكان الولايات المتحدة. كان تقرير مؤسسة بيو سنة 2014 قد وجد أن نسبة المسلمين بلغت 0.9% من البالغين في الولايات المتحدة في عام 2014 ارتفاعا من 0.4% في عام 2007، ويرجع النمو إلى حد كبير إلى الهجرة. كانت أيضا معدلات الحفاظ على الإسلام لدى المسلمين من بين الأعلى بين الطوائف الدينية (77%) على غرار الهندوس (80%) ثم اليهود (75%)؛ وكان معظم الناس الذين يغادرون هذه الأديان يصبحون غير منتسبين، على الرغم من أن المسلمين السابقين كانوا أكثر عرضة نوعا ما ليصبحوا مسيحيين عن الهندوس السابقين أو اليهود السابقين. على العكس من ذلك، 23% من المسلمين الأمريكيين كانوا من المتحولين للإسلام، بما في ذلك 8% كانوا قبل ذلك من البروتستانت السود تاريخيا، و6% من غير المنتسبين، 4% من الكاثوليكية، 3% من البروتستانتية الرئيسية أو البروتستانتية الإنجيلية. بيانات من المسح الاجتماعي في الولايات المتحدة تبين أن 32 في المئة من الذين تربوا كمسلمين لم يعودوا يعتنقون الإسلام في مرحلة البلوغ. حسب العرق في عام 2014، 38% من المسلمين كانوا من البيض غير اللاتينيين (بما في ذلك العرب والإيرانيين، ارتفاعا من 32% في عام 2007)، 28% من الآسيويين (ومعظمهم من الهنود الباكستانيين والبنغاليين، انخفاضا من 20% في عام 2007)، 28% من السود (انخفاضا من 32%)، 4% من أصل إسباني (انخفاضا من 7%)، و3% من أعراق مختلطة أو عرق آخر (انخفاضا من 7%). منذ عام 2007، تقلصت نسبة السود، في حين ارتفعت نسبة البيض وذوو الأصول الآسيوية، ويرجع ذلك أساسا إلى الهجرة، حيث أن معظم السود المسلمين هم من الأمريكيين الأصليين.4
في كانون الثاني/يناير 2018، توقع مركز بيو للأبحاث أنه بحلول عام 2040، سيحل المسلمون محل اليهود كثاني أكبر مجموعة دينية في الولايات المتحدة (بعد المسيحيين). بحلول عام 2050، من المتوقع أن يكون عدد المسلمين الأمريكيين ضعف عدد سنة 2017 من السكان المسلمين. استشهد مركز بيو بارتفاع معدلات الخصوبة بين المسلمين الأمريكيين وهجرة المسلمين إلى الولايات المتحدة كأهم أسباب النمو. وذكر المركز أن عدد الأمريكيين الذين يعتنقون الإسلام هو تقريبا نفس عدد الناس الذين يتركونه في الولايات المتحدة.

### العرق
بحسب دراسة أجريت في عام 2001 كتبها إحسان باجبي، أستاذ الدراسات الإسلامية في جامعة كنتاكي، من بين الأمريكيين الذين يعتنقون الإسلام 64% هم من الأميركيين الأفارقة، 27% من البيض، 6% من أصل إسباني، و3% آخرون. في ذلك الوقت اعتنق أعداد متزايدة من الأمريكيين من أصل إسباني الإسلام. العديد من المتحولين من أصل إسباني في هيوستن قد ذكروا أنهم في كثير من الأحيان يخطئ الناس في تعريفهم ويصفوهم بباكستانيين أو من أصول شرق أوسطية، بسبب دينهم. العديد من ذوي الأصول الإسبانية المتحولين للإسلام هم من المسيحيين السابقين.
منذ وصول المجتمعات من جنوب آسيا والمجتمعات العربية خلال التسعينيات، كان هناك انقسام مع الأميركيين الأفارقة بسبب الاختلافات الثقافية والعرقية؛ ومع ذلك، منذ 11 سبتمبر 2001، اتحدت المجتمعات معا عندما اتجه المهاجرون نحو الأميركيين الأفارقة للحصول على المشورة بشأن الحقوق المدنية.

### الدين
وفقا لاستطلاع ديني سنة 2014، 64% من المسلمين يعتقدون أن الدين هو مهم جدا، مقارنة مع 58% من الكاثوليك الذين يعتقدون بذلك. كان 31% من المسلمين يذهبون إلى الصلاة على الأقل مرة واحدة في الأسبوع و12% مرة أو مرتين في الشهر. ما يقرب من ربع المسلمين هم من المتحولين إلى الإسلام (23%)، ويتكونون أساسا من أشخاص من المواليد بالولايات المتحدة. من مجموع الذين تحولوا، 59% كانوا أفريقيين أمريكيين و34% من الأبيض. كانت أغلبية من تحولوا للإسلام قد تركوا البروتستانتية (67%)، والرومانية الكاثوليكية (10%)، و15% كانوا غير منتسبين لأي دين.
المساجد هي عادةً سنية أو شيعية على الرغم من أن هناك أكثر من 55 مساجد أحمدية كذلك. هناك 2,106 مسجد في الولايات المتحدة اعتبارا من عام 2010، وأكبر مسجد هو المركز الإسلامي في أمريكا في ديربورن بولاية ميشيغان. يقدم المسجد خدماته بصورة أساسية للمسلمين الشيعة؛ بيد أن جميع المسلمين يمكنهم الحضور في هذا المسجد. تم بناؤه في عام 2005 ليستوعب أكثر من 3000 شخص بسبب زيادة عدد السكان المسلمين في المنطقة. ما يقرب من نصف المسلمين (50%) هم من السنة، 16% من الشيعة، 22% غير تابعين لأي طائفة و16% أخرى/رفضوا الاستجابة. المسلمون من أصول عربية معظمهم سنة (56%) مع اقليات شيعية (19%). المسلمون من جنوب آسيا بما في ذلك بنجلادش (90%)، الهنود (82%)، والباكستانيين (72%) هم سنة بصورة رئيسية، مجموعات أخرى مثل الإيرانيين بشكل رئيسي شيعة (91%). من الأميركيين الأفارقة المسلمين، 48% هم من السنة، 34% غير منتسبين (في الغالب جزء من مجتمع دين محمد)، 16% أخرى (في الغالب أمة الإسلام والأحمدية) و2% من الشيعة.
في العديد من المناطق، قد يسيطر على المسجد المجموعة الأكبر من المهاجرين. في بعض الأحيان ترد خطب الجمعة في لغات مثل الأردية، البنغالية أو العربية جنبا إلى جنب مع اللغة الإنجليزية. قد تمتلك المناطق ذات العدد الكبير من السكان المسلمين عددا من المساجد التي تخدم مختلف فئات المهاجرين أو أصناف من المعتقدات في تقاليد السنة أو الشيعة. في الوقت الحاضر العديد من المساجد يخدمها الأئمة الذين هاجروا من الخارج، حيث أن هؤلاء الأئمة وحدهم لديهم شهادات من أماكن التعليم الإسلامية.

#### الشیعة
يمكن تقسيم المجتمع الشيعي الأمريكي إلى مجموعتين: المجموعة الأولى من الشيعة تشمل المهاجرين الشيعة الذين هاجروا إلى هذا البلد من الدول الإسلامية في العالم منذ حوالي 180 عامًا. أما المجموعة الثانية من هؤلاء الشيعة فتتضمن أشخاصًا من أمريكا اعتنقوا هذا الدين لأسباب مختلفة من بين أمور أخرى.

### التعليم والدخل
مستويات الدخل بين المسلمين الأمريكيين هي تقريبا متساوية مع عامة السكان الأمريكيين. ومع ذلك، فقد وجدت دراسة في عام 2017 أن المسلمين الأميركيين هم أكثر احتمالا لتقرير الدخل المنخفض عن المجتمعات الأخرى التي تم دراستها. بالتحديد أكثر، السود المسلمون والعرب هم أكثر عرضة ليكون دخل الأسرة أقل من 30,000 دولار مقارنة مع البيض وذوي الأصول الآسيوية المسلمين.
عندما يتعلق الأمر بالتعليم، ذكر معهد السياسة الاجتماعية والتفاهم في 2017 أن الأمريكيين المسلمين والبروتستانت والكاثوليك لديهم مستويات تعليم متماثلة. وقد وجد أيضا أن المرأة المسلمة (73%) هي أكثر عرضة من الرجال المسلمين (57%) لمواصلة التعليم العالي بعد المرحلة الثانوية، وأكثر عرضة لتكون في الطبقة المتوسطة.
بين ذوي الأصول من جنوب آسيا في البلاد، يبرز المجتمع الباكستاني الأمريكي الكبير بصفة خاصة لامتلاكه تعليما جيدا ومزدهرا، مع  تجاوز مستويات التعليم والدخل أولئك المولودين في الولايات المتحدة من البيض. العديد منهم هم من المحترفين، وخاصة في الطب (يمثلون بين 2.7% و5% من أطباء الولايات المتحدة)، والعلماء والمهندسين والمحللين الماليين، وهناك أيضا عدد كبير من رجال الأعمال. هناك أكثر من 15000 من الأطباء يمارسون الطب في الولايات المتحدة الأمريكية من ذوي الأصول الباكستانية وحدهم وقد ذكر أن عدد الباكستانيين الأمريكيين من أصحاب الملايين يقدر بالآلاف. شهيد خان، وهو أمريكي باكستاني المولد ورجل أعمال ملياردير، هو صاحب «جاكسونفيل جاغوار» في دوري كرة القدم الوطني، مما يجعل منه أول شخص من أعضاء الأقليات العرقية يمتلك فريقا، كما أنه يملك فريق الدوري الإنجليزي فولهام، ومصانع قطع غيار السيارات في إلينوي.
45 في المئة من المهاجرين المسلمين يمتلكون مستويات دخل سنوي للأسرة بحوالي 50000 دولار أو أعلى. ويقارن هذا بالمعدل الوطني بحوالي 44 في المئة. المسلمون المهاجرون ممثلون تمثيلا جيدا بين أصحاب الدخل العالي، مع 19 في المئة لديهم دخل سنوي للأسرة بحوالي 100000$ أو أعلى (مقارنة مع 16 في المئة من السكان المسلمين ككل و17 في المئة كمتوسط سكان الولايات المتحدة). وهذا على الأرجح بسبب التركيز القوي للمسلمين في المجالات الاحترافية والإدارية والتقنية وخاصة في مجال تكنولوجيا المعلومات، التعليم، الطب، القانون وعالم الشركات.

### اعتناق الإسلام في السجون
بالإضافة إلى الهجرة، السجون الاتحادية والمحلية في الولايات المتحدة قد تكون أحد المساهمين في نمو الإسلام في البلاد. وفقا لمايكل والر، يشكل السجناء المسلمون 15-20% من نزلاء السجون، أو ما يقرب من 350000 من السجناء في عام 2003. وقد ذكر والر أن هؤلاء السجناء في الغالب يدخلون السجن وهم من غير المسلمين. ويقول أيضا أن 80% من السجناء الذين «يعتنقون دينا» أثناء وجودهم في السجن يعتنقون الإسلام. معظم السجناء المتحولين هم من الأمريكيين من أصل أفريقي، مع أقلية متزايدة من ذوي الأصول الإسبانية. والر يؤكد أيضا أن بعض المتحولين يتطرفون على يد بعض الجماعات المرتبطة بالإرهاب، ولكن يشير الخبراء إلى أنه على الرغم من أن التطرف قد يحدث، إلا أنه ليس لديه علاقة بهذه الأمور الخارجية.

### التركز السكاني
كان هناك حوالي 2.595 مليون مسلم في جميع أنحاء الولايات المتحدة في عام 2010. ومثل السكان المسلمون نحو 0.6% من سكان الولايات المتحدة وفقا لفريد زكريا نقلا عن مركز بيو للأبحاث وذلك سنة 2010.

#### حسب الولاية
| الولاية    | النسبة |
| ---------- | ------ |
| إلينوي     | 2.8%   |
| فرجينيا    | 2.7%   |
| نيويورك    | 2.0%   |
| نيوجيرسي   | 1.8%   |
| تكساس      | 1.7%   |
| ميشيغان    | 1.2%   |
| فلوريدا    | 0.9%   |
| ديلاوير    | 0.8%   |
| كاليفورنيا | 0.6%   |
| بنسيلفانيا | 0.6%   |

#### حسب المدينة
مدينة نيويورك تمتلك أكبر عدد من المسلمين بحوالي 69,985. في عام 2000، كانت ديربورن في المرتبة الثانية بحوالي 29,181 ولوس أنجلوس في المرتبة الثالثة بحوالي 25,673; على الرغم من أن باترسون في نيو جيرسي تشير التقديرات إلى أنها أصبحت موطنا لبين 25,000 إلى 30,000 من المسلمين اعتبارا من عام 2011. فيلادلفيا، بنسلفانيا يقدر أن تحتوي بين 30000 إلى 50000 من المسلمين اعتبارا من عام 2012. باترسون، نيو جيرسي أصبحت تلقب بـرام الله الصغيرة وتحتوي على حي يحمل نفس الاسم، وبها عدد كبير من السكان ذوي الأصول العربية ويقدر بحوالي 20000 في عام 2015.

### المساجد
عدد المساجد في الولايات المتحدة في عام 2011 كان 2,106. الولايات الست ذات أكبر عدد من المساجد كانت: نيويورك 257، كاليفورنيا 246، تكساس 166، فلوريدا 118، إلينوي 109، نيو جيرسي 109.
هناك ثلاث نظريات حول إنشاء أول مسجد في الولايات المتحدة:
- كان أول مسجد أمريكي في بوفورت بولاية مين، وتأسس عام 1915، ولا تزال هناك مقبرة إسلامية في الولاية.
- افتتح أول مسجد أمريكي اسمه «والي محمد» في عام 1921 في ديترويت بولاية ميشيغان.
- تقدير آخر هو أن أقدم مسجد في الولايات المتحدة اليوم هو مسجد الصادق، الذي بني في عام 1921 أو 1922 في منطقة بيرنزفيل في شيكاغو.[47]

والمساجد الإسلامية في هذا البلد تخص السنة والشيعة. كما يقع أكبر مسجد شيعي في الولايات المتحدة في «المركز الإسلامي بأمريكا» في ديربورن بولاية ميشيغان.

## العبيد

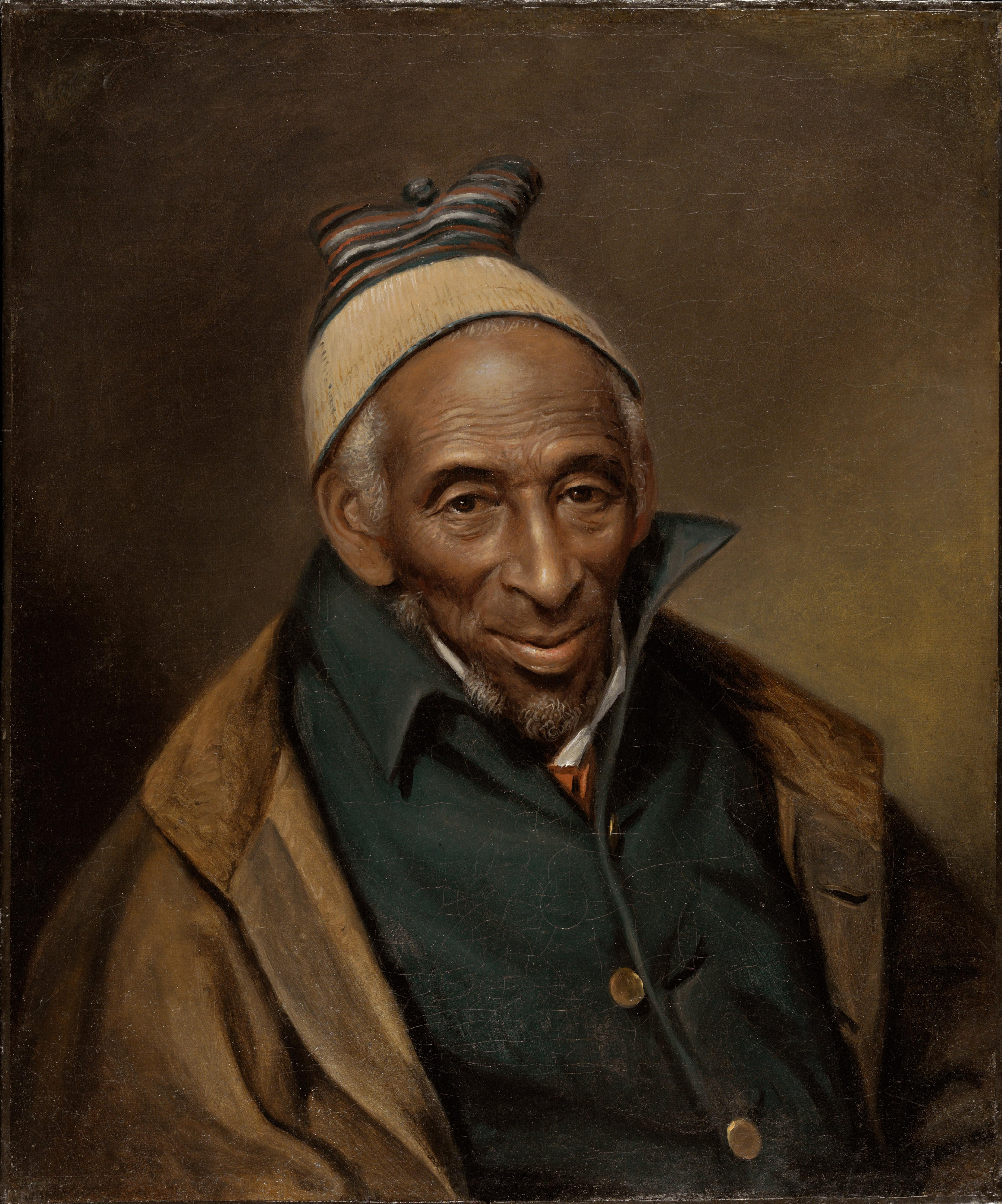
لوحة شخصية لمحمود يارو، رجل أعمال مسلم فولاني وعبد سابقًا (1819م)

- المسلمون العبيد يشكلون حوالي 10%-20% من عدد العبيد الذي تم نقله في عهد الأسبان والبرتغالين والإنجليز والفرنسين والهولنديين وكان بدء استيراد العبيد في القرن السادس عشر الميلادي وان كان نصف العبيد جاءوا من مناطق بها على الأقل اقلية مسلمة ومتاثره بالأف ومن أشهر أمثلة العبيد المسلمين أيوب سليمان ديالواوهناك أيضا عمر بن سعيد الذي تم احضاره من السنغال في القرن التاسع عشر وهو مرحلة هامة لترجمته لعدة أشياء هامة عن الإسلام منها الطريق للصلاه وبعض الايات القرأنيه، وهناك بلال بن محمد بن علي الذي وصل لجزيره لسبيلو خلال عام 1803 م وخلال فترة عبوديته أصبح القائد والإمام لمجتمع المسلمين الذي يقدر في ذلك الوقت بثمانين شخصًا وله مايسمي بمستند بن علي يتكون من 13 صفحه عن الرسالة الإسلامية.

## الهجرة الحديثة فيما قبل الحرب العالمية الأولى
حيث أن عدد صغير من المسلمين بدأ في الهجرة للولايات المتحدة الإمريكية منذ عام 1840 م وكانت هذه الهجرات من البلاد التي تخضع لحكم الخلافة العثمانية.
في عام 1906 م قام المسلمون البوسنين في شيكاغوا بإنشاء جماعه الهجرة وهي أقدم مجتمع تعاوني للمسلمين في الولايات المتحدة الإمريكية واقاموا مدرسه تقام ليوم الأحد تحت اشراف الشيخ كمال ادفينش وهو متخرج من الأزهر الشريف.
في عام 1907 م قام المهاجرون التتار من روسيا وبولندا وليتوانيا بتاسيس أول منظومه إسلامية في نيوريورك.
في عام 1915م قام المهاجرون الالبان بإنشاء أول مسجد في بيدفورد (في نهايه عام 1952 م كان هناك أكثر من عشرين مسجد في الولايات المتحدة الإمريكية).
في عام 1920 م تم البدء في أول حمله للدعوه الإسلامية في الولايات المتحدة الإمريكية بواسطه مسلم هندي وتبعها إنشاء مسجد الصديق في عام 1921 م (اقرب للزاويه في الحقيقة لانه لم يكن مرخص).
في عام 1934م تم ترخيص أول مبني ليكون مسجد وذلك في مدينة سيدار رابيدز في ولايه ايوا.

## الأمريكين السود والإسلام
في خلال النصف الأول من القرن العشرين عدد قليل من الأمريكين السود تحول الي الإسلام وبذكر الأمريكين السود لابد من ذكر امه الإسلام أكبر المنظمات الإسلامية في الولايات المتحدة الإمريكية وقد تأسست عام 1930م علي يد والاس فرد محمد والتي جذبت
العديد من الناس للانضمام إليها بالرغم أنها اتخذت اتجاه آخر للإسلام حيث أنها أعلت من شأن الجنس الأسود واعتبرت الجنس الأبيض
مرادف للشيطان ((يري بعض المفكرين انه طبيعي مع موجه الاضطهاد البيضاء للسود طوال عده قرون وانهم اتو كعبيد وقد استوحي ولاس محمد مبادئ أمه الإسلام الثلاثة من أفكار نوبل درو علي وهي الله هو الرب، الرجل الأبيض هو الشيطان. وفي عام 1934م توفي الحاج محمد قياده امه الإسلام ((و قد اعتبر ولاس محمد رسول)) ومن أشهر أعضاء أمه الإسلام مالكوم أكس كواجهه للمنظمة أمام المؤسسات الأعلاميه ((قبل أن ينفصل لاختلافه مع فكار الحاج محمد وأنشاءه منظمة مسليم موسك انك والملاكم الخالد محمد علي وتركها أيضا، واتت المرحلة الثانية لإمه الإسلام حدثت بعد وفاة الحاج محمد وتولي ابنه دين محمد ذمام الأمور وقام بألغاء بعض مبادئ الجماعة ومنها أن والاس كان رسولا ((ليس مبدأ ولكنه صدر عن رئيس الجماعة فإرطبتت بها)) وإن الرجل الأبيض ليس شيطانا وأنما إنسان عابد، وقام بتغير اسم المنظمة من أمه الإسلام إلى المجتمع العالمي للإسلام في الغرب ثم تم تغيره مره أخرى إلى المجتمع الأمريكي للإسلام وفي عام 1976 م قدر عدد أعضائها ب 70 ألف عضو، وبسبب ما قام به دين محمد من أصلاحات في المنظمة رأها اخريين انشقاق قام لويس فاركان بأنشاء منظمة تحمل نفس الاسم أمه الإسلام بنفس المبادئ الثلاثة وبالرغم من أن عدد أعضاءها الآن لا يذيد عن 20 ألف إلا انها ذات تاثير كبير في المجتمع الإسود في الولايات المتحدة الأمريكية حيث أنها نظمت مسيره المليون رجل 1994 م أكبر مسيره منظمة في واشنطن وهيا أيضا تقوم بدعم التعليم الأكاديمي والثقافي والأستقلال الاقتصادي والمسؤوليات الاجتماعيه وقد وجهت لإمه الإسلام الحالية نقد لمعادتها للبيض والمسيحية والساميه وصنفت كجماعه تدعوا للكراهية.

## المؤسسات الإسلامية
تنتشر المساجد وأماكن الصلاة في معظم أنحاء الولايات المتحدة ويتراوح عددها بين 350 – 400 مسجد ومصلى. تنقسم المساجد وأماكن الصلاة إلى ثلاثة أنماط.
النمط الأول: تضم المساجد التي بنيت على الطراز الإسلامي وعددها أكثر من 15 مسجدًا.
النمط الثاني: عبارة عن أماكن صلاة تتبع الطراز الإسلامي وأقيمت بجهود ذاتية وهي مصليات مؤقتة تقيمها (جالية) حتى تتمكن من بناء مسجد مستقل لأداء الصلاة.
النمط الثالث: عبارة عن أماكن مخصصة لصلاة المسلمين بالجامعات الأميركية وتشرف على هذه الأماكن منظمة الطلاب المسلمين بالولايات المتحدة ولها 19 فرعًا بالولايات المتحدة وكندا.

## المراكز الإسلامية
توجد المراكز الإسلامية في واشنطن، ونيويورك، ولوس انجلوس، وهاميتون (ولاية أيوا)، وفولزجيرس (فرجينيا)، وفي ولاية جورجيا، وديترويت، وتوليدو (أوهايو)، وألبوكيركي (نيو مكسيكو)، وفلوريدا

## التعليم الإسلامي
أنواع المدارس الإسلامية:
مدارس العطلة الأسبوعية: عددها حوالي 400 مدرسة تدرس أبناء المسلمين في أثناء العطلة الأسبوعية.
مدارس المعسكرات الصيفية: عددها حوالي 200 مركز، يدرب الأطفال على السلوك الإسلامي وممارسة شعائر دينهم بأسلوب عملي.
الأكاديمية الإسلامية السعودية في واشنطن: تأسست عام (1404 هـ - 1984 م) هدفها تعليم أبناء المسلمين إلى جانب المنهج العام في الولايات المتحدة.
المدارس الدينية الإسلامية: تدرس الطالب منهج إسلامي إلى جانب مناهج التعليم العام في الولايات المتحدة.
معهد الدراسات الإسلامية في لوس انجلوس: تأسس في سنة 1975 م لتزويد المسلمين ببرامج مكثفة للدراسات الإسلامية.
مدارس الأخت كلارا: أنشأت هذه المدارس الهيئة الإسلامية الأمريكية، تضم مناهجها الدراسات الإسلامية واللغة العربية.
المدارس العامة: توجد في تجمعات المسلمين حيث تدرس اللغة العربية في المدارس الحكومية.

## طالع كذلك
- الإسلام في الأمريكتين
- الإسلاموفوبيا في الولايات المتحدة
- العمل الدعوي الإسلامي
- المسلمون الأمريكيون من أصل أفريقي
- الشيعة في الأمريكتين

## وصلات خارجية
- شهر رمضان بصبغة أمريكية تقرير واشنطن، 23 أغسطس 2009